# Antun Parčetić
Antun Parčetić je bio politički i sudski dužnosnik iz redova Hrvata iz južne Ugarske.
Bio je gradski sudac u Subotici od 1788. do 1796. godine.
Kad je Subotica postala slobodni kraljevski grad 1790., stekla je pravo sudjelovati i glasovati na zasjedanjima najviše državnog tijela, Zemaljskog sabora. Antun Parčetić je bio prvi subotički zastupnik u njemu, zajedno s vijećnikom Ivanom Sučićem. Događaj koji je prethodio tome je bio taj što je 7. prosinca 1790. godine Zemaljski sabor Ugarske donio akt kojim je promijenio status Subotici. Do tada je bila privilegirana komorska varoš imena Sveta Marija/Szent Mária/Subotica/Szabadka. Dobila je novo ime Maria Theresiopolis i postala je slobodni kraljevski grad.   